# 亀岡勝雄
亀岡 勝雄（かめおか かつお、1905年3月23日 - 1945年11月14日）は、日本の元アマチュアボクシング選手。ロサンゼルスオリンピックフェザー級日本代表。福島県桑折町出身。 日本大学卒業。
1930年、全日本アマチュア拳闘連盟主催の全日本アマチュア拳闘選手権大会にフェザー級で優勝を収めた。この大会には帝国ホテル所属選手として出場した。
1932年、ロサンゼルスオリンピックにフェザー級の日本代表として出場したが、1回戦でこの大会の銅メダリストとなるアラン・カールソン（スウェーデン）と対戦し、ポイント負けとなった。

## 獲得タイトル
- 第5回全日本アマチュア拳闘選手権大会フェザー級優勝（連盟認定）